# Oxynoemacheilus frenatus
Oxynoemacheilus frenatus és una espècie de peix pertanyent a la família dels balitòrids i a l'ordre dels cipriniformes.

## Etimologia
L'epítet frenatus fa referència a les bandes de color negre que s'estenen d'ull a ull travessant el musell i que s'assemblen a una brida.

## Descripció
Fa 4,5 cm de llargària màxima.

## Hàbitat i distribució geogràfica
És un peix d'aigua dolça, demersal i de clima subtropical, el qual viu a Àsia: és un endemisme dels rierols, rius i fonts d'aigües moderadament ràpides a gairebé estancades i amb substrat de fang o grava de la conca del riu Tigris a Turquia, Síria, l'Iraq i l'Iran.

## Estat de conservació
Gran part de la seua àrea de distribució serà aviat inundada pel llac que formarà la presa Ilısu (les obres finalitzaran el 2014), la qual cobrirà un gran territori del curs superior del riu Tigris. A més, els aiguamolls que hi ha a sota de la presa també s'hi veuran molt afectats i petites preses addicionals ja estan en marxa o en projecte en altres àrees on viu aquesta espècie. Tot i així, aquest peix és molt abundant en molts rierols de capçalera que no es veuran afectats per les preses i és força resistent a la contaminació de l'aigua (un problema greu al curs superior del riu Tigris).

## Observacions
És inofensiu per als humans i el seu índex de vulnerabilitat és baix (12 de 100).